# Legio II Iulia Alpina

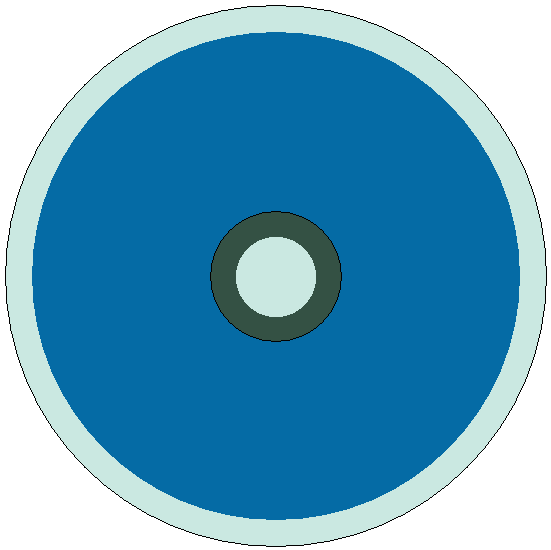
Legio Secunda Iulia Alpina del siglo V

La Legio II Iulia Alpina (Segunda legión «juliana alpina») fue una legión romana, mencionada en la Notitia Dignitatum donde se incluye una Secunda Iulia Alpina entre los dieciocho regimientos pseudocomitatenses, esto es, «de segunda línea». Se cree que permaneció acuartelada en la diócesis de Italia, probablemente en los Alpes Cotianos. Se considera, como tesis más probable, que fue fundada por Flavio Julio Constante, emperador de Occidente a mediados del siglo IV.